# Macedonisztika
A macedonisztika (macedónul: Македонистика, latin betűs átírással: Makedonistika) a szlavisztika altudománya, amely a macedón nyelv, irodalom, történelem és kultúra átfogó tanulmányozására összpontosít. A szlavisztika részeként a délszláv nyelvek és kultúrák alágazatába tartozik. A macedón kultúrát tanulmányozó tudóst macedonistának (macedónul: Македонист, latin betűs átírással: Makedonist) nevezik.

## Története

### Késői oszmán korszak
Az egyik első nyelvészeti publikáció, amely a makedóniai szláv nyelvjárásokat kutatta, a bolgár származású orosz nyelvész, Petar Draganov könyve volt, aki összeállította a „Macedón-szláv gyűjteményt” (1894), mellyel megalapozta a macedonisztikát az Orosz Birodalomban. Draganov a szaloniki Bolgár Férfi Főiskolán végzett tanári tevékenysége során gyűjtött folklóranyagot, amelyet ebben a gyűjteményben publikált. Véleménye szerint a makedóniai szláv nyelvjárások különálló nyelvet alkottak. 
Egy másik korai nyelvészeti munkát az osztrák-magyar nyelvész, a szlovén származású Vatroslav Oblak végzett a helyi nyelvjárásokról. Oblak 1891-1892-ben járt Thesszalonikitől északra, és a Suho faluban beszélt nyelvjárást tanulmányozta. Megállapította, hogy a „bolgár parasztok” által beszélt szláv nyelvben megmaradt a Jat-hang széles ejtése. Ennek eredményeként 1896-ban kiadta a „Macedonische Studien” című könyvét. 
1903-ban Krste Misirkov Szófiában kiadta a „Za makedonckite raboti” című röpiratot, amely az első kísérlet volt egy önálló macedón nyelv formalizálására. Misirkov áttekintést adott a macedón nyelvtanról, és kifejezte a nyelv kodifikálásának célját. Azt javasolta, hogy a Prilep-Bitola nyelvjárást használják fel a jövőbeli sztenderd alapjaként. Az elképzeléseit azonban csak az 1940-es évek közepétől kezdték elfogadni.

### A második világháború utáni fejlődés
A macedonisztika jelentős fejlődésen ment keresztül a macedón nyelv 1945-ös kodifikálása után, különösen a jugoszlavisztika keretén belül. A  Jugoszlávia részét képező Macedón Szocialista Köztársaságban működő tudományos intézmények hozzájárultak a macedonisztika előrehaladásához. A macedón oktatók, mint például Nikola Berovski, a háború után Albániába kerültek. Az első macedón nyelvórát külföldi egyetemen 1946-ban tartották a prágai Károly Egyetemen, Csehszlovákiában, Antonín Frýnta professzor által, ő 1946 és 1948 között oktatott macedón nyelvi kurzusokat. Ez jelentette a macedonisztika áttörését a külföldi egyetemeken. 
1958 és 1959 között Božidar Vidoeski macedón nyelvész tartott macedón nyelvórákat Varsóban és Krakkóban. A Szovjetunióban Rina Usikova orosz nyelvész a macedonisztika területén végzett doktori tanulmányokat és 1965-ben védte meg disszertációját Samuil Bernstein és Blaže Koneski mentorálásával. Horace Lunt amerikai nyelvész, akit a Harvard Egyetem küldött terepmunkára Macedóniába, hozzájárult a diszciplína fejlődéséhez az amerikai egyetemeken.
A Krste Misirkov Macedón Nyelvi Intézet 25 éves fennállását 1977-ben ünnepelte egy új, Macedonisztika című folyóirat elindításával, amely a macedonisztika területére szakosodott. A macedón nyelv tanszékek Észak-Macedónián kívül 1973-ban Párizsban, 1974-ben Bukarestben és Krakkóban, 1975-ben Moszkvában, 1985-ben pedig Isztambulban alakultak meg. 
A macedonisztika területe Magyarországon Paszkál Gilevszki és Csuka Zoltán munkája körül fejlődött, és az 1980-as évektől számos előadás és publikáció jelent meg az országban. Jugoszláviában Rijekában alakult ki a macedonisztika egyik fontos központja. 
A Rijeka Egyetem Bölcsészettudományi és Társadalomtudományi Kara 1982-ben vezette be a macedonisztikát a szlavisztika tantervébe. Jugoszlávia felbomlásával a tanszék tevékenységei korlátozódtak, átalakítva a jugoszlavisztikát kroatisztikává, de a tevékenységeket folytatták és továbbfejlesztették a Szent Cirill és Metód Egyetemmel és a Szent Kliment Ohridi Egyetemmel való együttműködés révén. 
Jugoszlávia más egyetemei közül a Ljubljanai Egyetem 1961/1962-ben indította el a makedonisztikát a szerbhorvát tanulmányok részeként.